# Mario Gutiérrez (político)
Mario R. Gutiérrez Gutiérrez (17 de outubro de 1917 – 4 de agosto de 1980) foi um político boliviano que liderou a Falange Socialista Boliviana (FSB) após a morte de seu fundador, Óscar Únzaga de la Vega, permanecendo à frente do partido sua morte, em 1980. Foi Ministro das Relações Exteriores de 1971 a 1973 e escreveu sobre a política boliviana. Nascido em Santa Cruz de la Sierra, em 1917, Gutiérrez estudou Direito e Ciências Políticas na Universidade Católica do Chile. Após a morte de Óscar Vega em um golpe fracassado do FSB, Gutiérrez que era membro do partido desde sua criação em 1937 foi eleito líder da legenda por seus dirigentes regionais. Ele foi o candidato presidencial do FSB nas eleições de 1960, obtendo 8% dos votos populares. Gutiérrez wrote publications about the political situation in Bolivia and South America. Gutiérrez escreveu diversas publicações sobre a situação política da Bolívia e da América do Sul.
Gutiérrez está sepultado no Paseo de los Notáveis (Avenida dos Notáveis) no Cemitério Geral de Santa Cruz.